# Iskulen (Königin-Maud-Land)
Iskulen (norwegisch für Eisbeule) ist ein Eisdom im ostantarktischen Königin-Maud-Land. Im nördlichen Teil der Gjelsvikfjella ragt er im Gebiet der norwegischen Troll-Station auf.
Wissenschaftler des Norwegischen Polarinstituts benannten ihn 2007.